# Hydrelia albogilvaria
Hydrelia albogilvaria là một loài bướm đêm trong họ Geometridae.